# Rattus feliceus
Rattus feliceus é uma espécie de roedor da família Muridae.
Apenas pode ser encontrada na Indonésia.